# 모문룡
모문룡(중국어 간체자: 毛文龙, 정체자: 毛文龍, 병음: Máo Wénlóng 마오원롱[*], 만주어: ᠮᠠᠣ
ᠸᡝᠨ
ᠯᡠᠩ Mao Wen Lung, 1576년 2월 10일 ~ 1629년 7월 24일)은 명나라 말기의 무장이다.
1621년 후금의 요동 공격으로 인해 조선으로 도망쳐온 모문룡은 후금의 배후에서 싸운다는 명분으로 1629년까지 평안도 철산 앞바다의 가도(椵島)에 머무르며 1627년 정묘호란 발발의 원인이 되었다. 자는 진남(鎭南)이며, 산서성(山西省) 태평(현 샹펀현) 사람이다.

## 생애
1576년 모문룡은 항주(杭州)에서 태어났으며, 젊었을 때는 한때 점쟁이 노릇을 하기도 했다. 그 후 그는 북쪽의 산해관(山海經)으로 가서 1600년 경에 군인이 되었다.
1621년 3월 심양(瀋陽)과 요양(遼陽)이 누르하치에 의해 함락되자 패잔병을 이끌고, 압록강변의 진강을 점령했다. 1621년 후금의 아민(阿敏)이 모문룡을 치기 위해 5천명의 군사를 이끌고 압록강을 건너 의주(義州), 가산(嘉山), 용천(龍川) 등을 습격했다. 모문룡은 요동 전체를 수복하겠다고 장담했으나, 용천 관아에 있다가 조선인 복장을 하고서 도망쳤다. 이 기습으로 유민 578명이 죽었다.
후금의 대병력이 내려오자 1621년 7월 평안도 철산 앞바다의 가도(椵島)에 상륙한 모문룡은 철산, 용천, 의주 등을 돌아다니면서 명의 패잔병과 난민을 수습하면서 민가에 대한 약탈을 일삼았다. 평안감사는 광해군에게 장계를 올려 대책 마련을 요구했다. 1622년(광해군 14년) 광해군은 모문룡이 철산의 가도에 주둔하는 것을 허락하면서 명군과 난민 1만여 명이 이곳에 머물렀다. 이들의 부족한 식량은 조선에 군량을 강요해 징수했으며, 명나라로부터도 지원을 받았다. 이때 징수한 서량(西糧)은 모문룡이 철수한 뒤에도 계속 징수되다가 1648년(인조 22년)에야 폐지가 되었다.
모문룡은 명나라의 우방인 조선을 후금의 공략기지로 삼는다면서 한족(漢族)들을 동원해 후금을 자극하고 조선의 국경을 어지럽혔는데, 1622년 10월 이러한 공으로 명나라로부터 총병을 제수받았다. 그러나, 모문룡은 실제로는 가도를 거점으로 조선과 명나라 사이의 교역에 열을 올렸다. 모문룡의 존재는 1627년(인조 5년) 조선이 후금의 침입(정묘호란)을 받게 된 주요한 원인이었는데, 후금군이 조선을 침략하자 모문룡은 도망쳤다가 정묘호란이 끝난 후 되돌아와 일부 조선인들이 후금과 함께 가도를 공격했다는 이유로 평안도의 양민들을 학살하였다.
모문룡은 1629년에는 좌도독이 되었으나, 전략적인 이점이 있었음에도 불구하고 여러 주요 도시들을 방비하지 못했기 때문에 베이징 지역 주민들의 분노를 불러일으켰다. 특히 모문룡은 위충현 등 많은 환관들에게 뇌물을 바치며 부정부패를 일삼았다. 결국, 1629년 6월 29일(양력 7월 24일) 명나라의 충신 원숭환에 의해 직무태만과 부정부패를 이유로 참수당했다.

## 같이 보기
- 원숭환
- 사르후 전투
- 영원성 전투
- 가도